# Rhynchobatus
 Rhynchobatus és un gènere de peixos de la família dels rinobàtids.

## Taxonomia
- Rhynchobatus australiae
- Rhynchobatus djiddensis
- Rhynchobatus laevis
- Rhynchobatus luebberti
- Rhynchobatus sp. nov. A
- Rhynchobatus sp. nov. B[2][3][4]